# Lara Baruca
Lara Baruca, aussi surnommée Lara-B, née le 1er août 1979 à Koper est une chanteuse slovène. Ses styles musicaux sont le rock, le soul, et les musiques électroniques et industrielles.
Baruca a commencé sa carrière en 1992. Elle participe à différents festivals de musique. Elle sort ensuite plusieurs albums comme Hudič izgublja moč en 1997, Kar ne piše en 1999, Beenarni sistem en 2001 et Mindhacker en 2005. Elle participe également à des œuvres théâtrales (Behind that courtain 2002, Confi-dance 2003, Glasba in gib 2004, Tihe resnice 2005). Elle s’est également essayée dans d’autres genres musicaux comme la musique house, ambient et drum and bass.

## Albums
- Hudič izgublja moč (juin 1997)
- Kar ne piše (décembre 1999)
- Beenarni sistem (novembre 2001)
- Mindhacker (novembre 2005)